# 迪尔当河
迪尔当河（法語：Durdent，法語發音：[dyʁdɑ̃]）是法国诺曼底大区滨海塞纳省的沿海河流，长25.4千米，发源自科地区埃里库尔，于滨海沃莱特和帕吕埃勒之间流入英吉利海峡。